# Mandoul Oriental
Mandoul Oriental er et af de tre departementer, som udgør regionen Mandoul i Tchad.
8°54′49″N 17°32′52″Ø / 8.9135°N 17.5478°Ø